# Winter wonderland

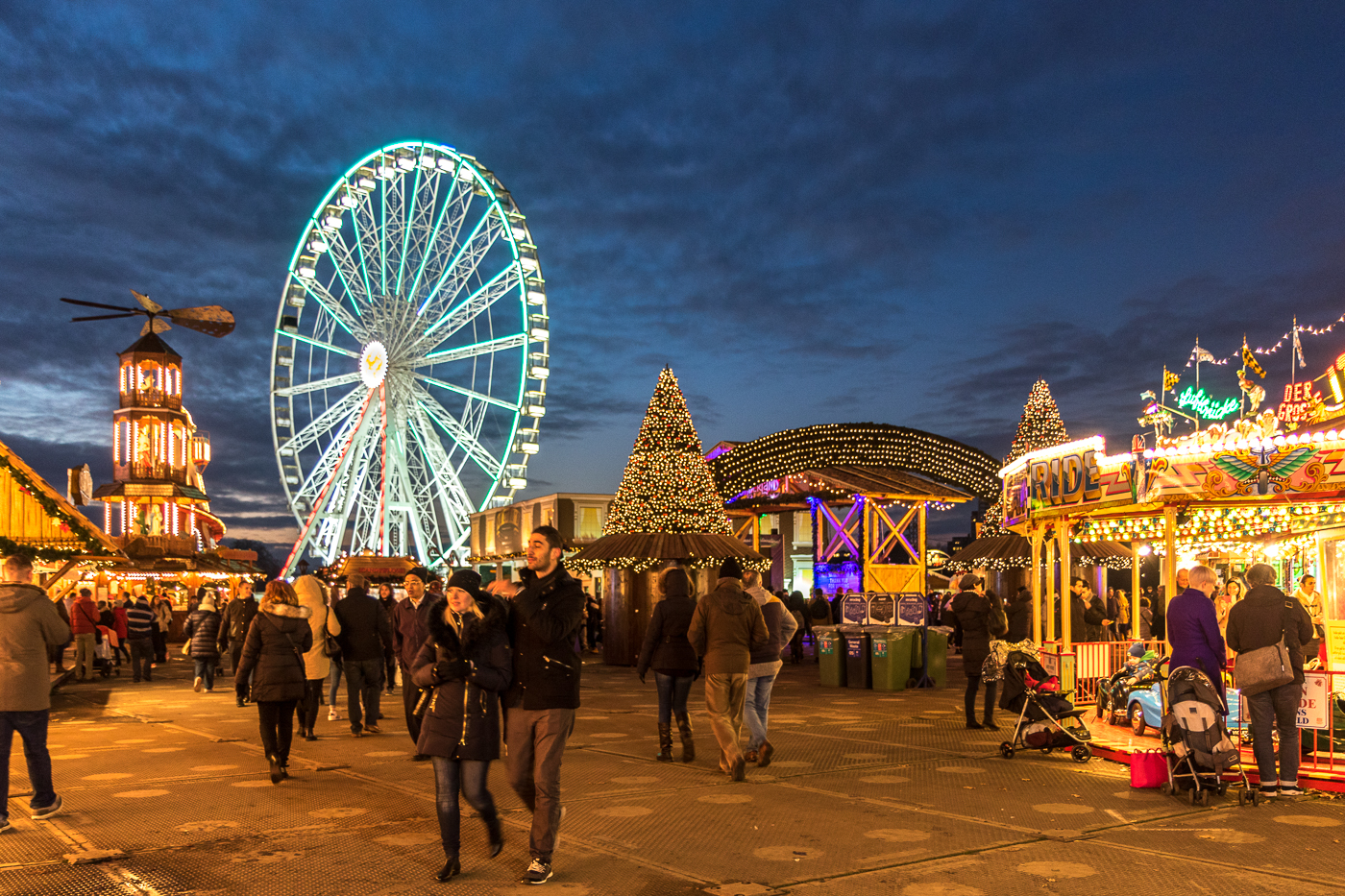
Hyde Park Winter Wonderland en 2015.

Un winter wonderland («país de las maravillas invernal» o «paraíso invernal») o Christmas fair («feria navideña») es una feria que se celebra principalmente en el Reino Unido durante la temporada navideña. Un winter wonderland suele incluir atracciones como un mercado navideño de estilo alemán (Weihnachten), una gruta de Papá Noel, atracciones y pistas de patinaje sobre hielo. Las winter wonderland abarcan desde eventos a pequeña escala de un solo día hasta grandes ferias en el centro de la ciudad que duran varias semanas.
Muchas ciudades británicas albergan winter wonderlands similares a los mercados navideños que se celebran en el continente europeo; el Hyde Park Winter Wonderland de Londres atrajo a más de 3 millones de visitantes en 2019. También son comunes los paraísos invernales independientes, similares en formato a un carnaval ambulante, y los precios a menudo altos y las atracciones de mala calidad en estos se han vuelto notorios. La periodista Isabelle Fraser, escribiendo en The Daily Telegraph, describió el «festival de Navidad británico de basura» como una «tradición», y hay noticias periódicas sobre estos eventos.

## Historia

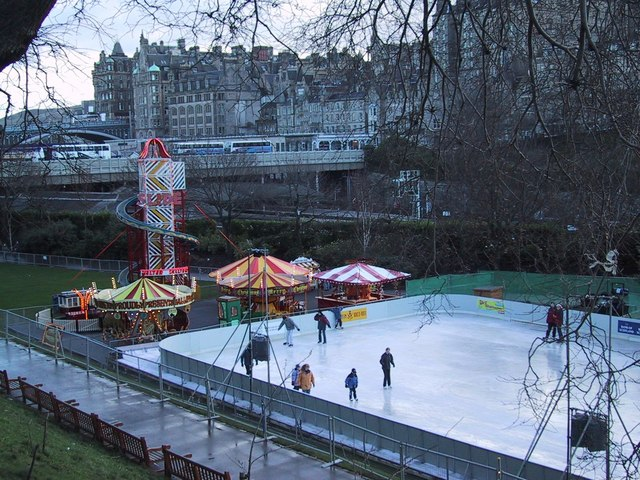
Patinaje sobre hielo en los Princes Street Gardens en 2000, un precursor del país del winter wonderland de Edimburgo.

En la Pequeña Edad de Hielo, cuando el clima europeo era mucho más frío, ferias en ríos helados ofrecían patinaje al aire libre y otros entretenimientos, pero desaparecieron en el siglo XIX cuando los inviernos se volvieron más suaves. Los winter wonderland son una invención relativamente reciente: el Reino Unido no tiene una tradición de mercados navideños como se ve en Alemania, y el clima en diciembre suele ser demasiado templado para que haya nieve o hielo.
El moderno winter wonderland británico comenzó a principios de la década de los años 2000, impulsado por una combinación de boosterism por parte de los ayuntamientos y empresarios. Una de las primeras fue la feria de Navidad en Princes Street Gardens en Edimburgo, iniciada en 1999 en parte para reducir la aglomeración en Hogmanay tras una estampida humana, y que se convirtió en la Edinburgh's Christmas («Navidad de Edimburgo»). Hyde Park Winter Wonderland fue otro winter wonderland temprano en el Reino Unido, inaugurado en 2005 como una modesta feria de atracciones organizada por The Royal Parks, pero se expandió significativamente después de que fue absorbido por una empresa privada en 2007 y en 2012 el evento incluía patinaje sobre hielo. una noria, múltiples montañas rusas y áreas temáticas como un pueblo bávaro, un circo y «Santa Land». Otros pueblos y ciudades siguieron con eventos similares, y algunos de los más importantes se celebraron en Nottingham, Portsmouth, Norwich, York, Newcastle upon Tyne y Birmingham.

## Críticas ywinter blunderlands

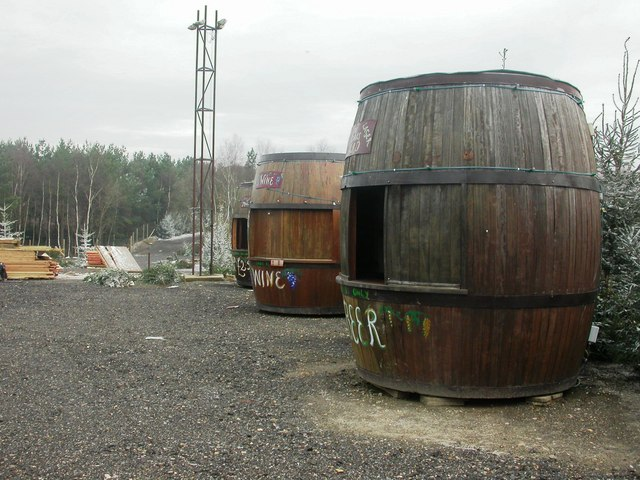
La mala calidad del Lapland New Forest hizo que el sitio fuera conocido como un winter blunderland («metedura de pata invernal»).

Las winter wonderland atraen a grandes multitudes, lo que significa que en las horas pico pueden ser extremadamente ruidosas y concurridas. El consumo excesivo de alcohol por parte de los invitados a menudo genera problemas de control de multitudes y violencia. Muchos también han sido criticados por ser demasiado comercializados, con precios altos y un gran énfasis en las ventas, aunque los visitantes tienden a gastar menos de lo previsto en ellos. Los puestos y atracciones pesados, así como las pisadas de numerosos visitantes, dañan el suelo, especialmente en condiciones invernales húmedas típicas, y los parques públicos pueden tardar meses en recuperarse del impacto de albergar un paraíso invernal.
La mayoría tiene un énfasis limitado en las tradiciones navideñas del centro y norte de Europa, especialmente Alemania (particularmente Baviera) y los países nórdicos (particularmente Laponia), lo que se ha señalado como poco auténtico con respecto a las tradiciones navideñas tradicionales británicas (especialmente porque el Reino Unido carece de nieve, experimentado en estas áreas) y por ignorar la diversidad moderna de las tradiciones navideñas practicadas por las comunidades de inmigrantes en las principales ciudades como Londres.
 
Tras la expansión de los winter wonderland administrados por las ciudades, surgió una gran cantidad de eventos organizados de forma privada que intentaron copiar la fórmula. Estos eventos se han vuelto famosos por los altos precios, la mala calidad y las violaciones del bienestar animal, y los informes noticiosos sobre los ejemplos más desastrosos se han convertido en una tradición durante la temporada de culebrón del verano asociada a la temporada navideña. Un ejemplo temprano fue el Lapland New Forest de 2008 en Hampshire, que cobró una tarifa de entrada de £ 25, con tarifas adicionales para la gruta y el mercado, y se convirtió en objeto de una considerable cobertura negativa debido a sus pocas atracciones y largas colas, personal grosero, y renos y perros esquimales mantenidos en malas condiciones. Desde entonces, muchas otras atracciones han sido denominadas winter blunderland («meteduras de pata invernales»), incluidas Laponia West Midlands en 2008, Milton Keynes Winter Wonderland en 2013, Yorkshire's Magical Winterland y Laurence Llewelyn-Bowen's Magical Journey en 2014, Bakewell Winter Wonderland en 2016 y Enchanted at Balgone Estate en 2022.